# Стрейнджлет
Стрейнджле́т (англ. strangelet) — гіпотетична частинка, що можливо складається з приблизно однакової кількості u-, d- і s-кварків.
Стрейнджлет має супермікроскопічні розміри та масу, але коли його розміри зростають до макроскопічних (метр або більше в діаметрі), він уже називається «кваркова зоря» або «дивна зірка».
Якщо стрейнджлети існують, то вони можуть бути стабільними в космосі самі собою, але коли вони вступають у контакт зі звичайною матерією, то починають перетворювати її на «дивну», з якої складаються самі.
Ймовірно, якщо стрейнджлети були зароджені на ранній стадії розвитку Всесвіту, та могли зберегтися у вигляді залишків доби Великого вибуху.
В аеростатному експерименті було отримано деякі докази присутності швидких масивних заряджених частинок типу стрейнджлетів в потоках космічних променів.

## Ймовірна загроза
Деякі скептики вважають, що існує ймовірність того, що стрейнджлети, які утворяться в результаті сучасних експериментів в CERN можуть поглинути усю звичайну матерію, перетворивши її на дивну і тим самим знищити нашу цивілізацію. Процес перетворення звичайної матерії на дивну має ланцюговий характер і значно небезпечніший, наприклад, за ядерну реакцію. Дія стрейнджлета нічим не обмежена, на відміну від сили ядерного вибуху, що обмежується зарядом. Вчені такий процес поглинення стрейнджлетами нашої планети називають «сценарієм думсдей» («сценарієм фатального дня», коли Земля перестане існувати).
Британський вчений сер Мартін Різ підраховував ймовірність спричинення дослідами у CERN глобальної катастрофи, внаслідок якої Земля перестане існувати. За результатами підрахунків ймовірність такого сценарію розвитку подій становить 1 до 50 мільйонів. Учені CERN після вивчення всіх можливих катастрофічних сценаріїв наприкінці 2007 року розмістили на вебсторінці центру заяву, в якій запевнили громадськість, що «немає підстав для виникнення серйозної загрози» з боку стрейнджлетів та чорних дір.